# 법원

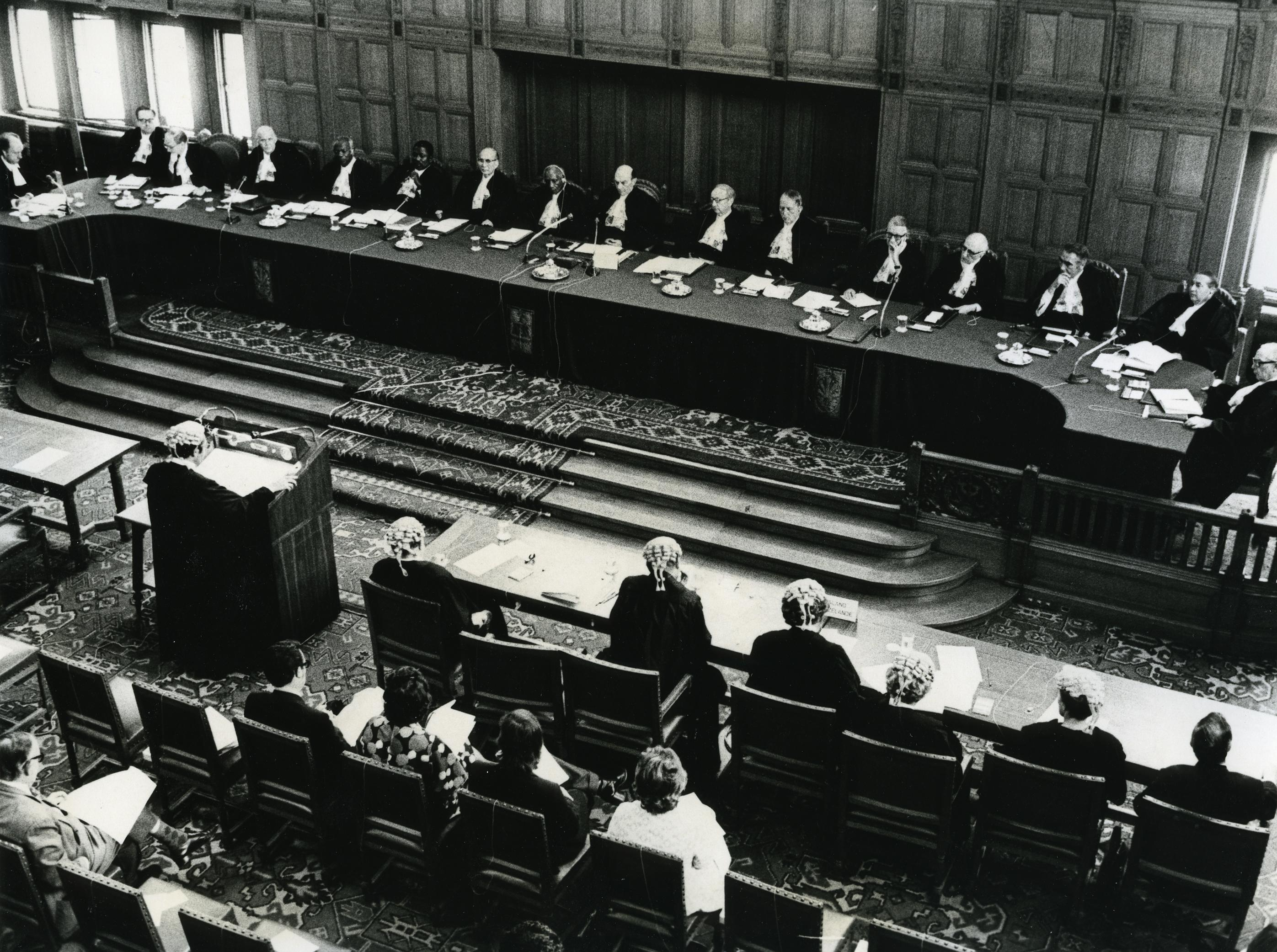
국제사법재판소 법정

법원(法院) 또는 재판소(裁判所, 영어: court, tribunal)는 법관이 법에 따라 재판을 하는 장소 또는 재판을 하는 기관 그 자체를 뜻한다. 따라서 국가가 입법한 법률(국내법)에 따라 재판을 하는 경우는 물론, 국제법이나 교회법과 같이 국가권력을 전제로 하지 않는 법규범에 따라 재판을 하는 경우에도 법원 또는 재판소라는 명칭을 사용한다.
국가의 제정법(국내법)에 따라 재판을 하는 기관의 대표적인 사례로는 미국 연방 대법원을, 국가가 아닌 권위나 규범에 따라 재판을 하는 사례로는 국제법에 따른 국제사법재판소와 종교법(교회법)에 따른 교회재판소를, 그 밖의 국제규범에 따른 스포츠 중재 재판소나 상설중재법원 등을 예로 들 수 있다.

## 분류
법원은 분쟁을 법에 따라 재판을 하여 해결하는 기관이므로 법률상 그 법원이 다룰 수 있는 분쟁의 종류, 즉 관할(jurisdiction)에 따라 분류된다.

### 개별 국가에 속하는 법원

#### 구성·관할에 따른 분류
- 일반법원(一般法院)·통상법원(通常法院, 영어: Ordinary court, General court, 독일어: Ordentlichen Gerichte) : 주로 민사사건과 형사사건을 다루는 일반적·통상적인 법원을 의미한다[1]. 조직·구성의 측면에서는 특별법원과 대비되며, 사건의 관할이라는 측면에서는 전문법원과 대비되는 개념이다.
- 특별법원(特別法院, 영어: Extraordinary court, Special court, 독일어: Ausnahmegerichte) : 재판의 주체 또는 절차가 일반법원과 다른 예외적인 법원을 의미한다[2]. 공정한 재판을 받을 권리 등 국민의 기본권을 제한하는 수단으로 악용되거나 사법권의 독립을 저해할 수 있으므로 독일(기본법 제101조 제1항[3]), 일본(헌법 제76조 제2항[4]) 등 많은 수의 국가들은 헌법에 예정되지 않은 특별법원(특별재판소)의 설치를 금지한다는 조항을 헌법에 두고 있다. 대한민국은 헌법 제110조 제1항, 제2항에서 군사재판의 하급심에 한하여 예외적으로 법관이 아닌 군판사·심판관이 재판을 하는 군사법원을 특별법원으로 설치할 수 있도록 허용하고[5], 이에 따라 대한민국 군사법원을 설치하고 있다.
- 전문법원(專門法院, 영어: Specialised court, 독일어: Fachgerichte) : 민사·형사 등 통상적인 사건을 관할 없이 포괄적으로 다루는 일반법원에 비해, 가사소송에 관한 가정법원, 행정소송에 관한 행정법원, 지적재산권 분쟁에 관한 특허법원, 헌법재판에 관한 헌법재판소 등 전문적인 사건을 관할하도록 설계된 법원을 의미한다. 전문법원이 자체적인 최고법원을 두지 않는 경우 특수법원(特殊法院)이라고 부르기도 한다[6]. 특별법원은 법원의 조직·구성에 따른 분류이고, 전문법원은 다루는 사건의 관할에 따른 분류이므로 모든 전문법원이 특별법원에 해당하는 것은 아니다. 예를 들어 군법에 관한 사건을 전문적으로 관할하면서도 일반적인 법관만으로 구성되어 있는 법원인 경우 군사재판 분야의 전문법원에 해당하지만, 특별법원이 아닌 일반법원에 해당한다. 이러한 예로는 미국 군항소법원(en:United States Court of Appeals for the Armed Forces, USCAAF)을 들 수 있다.

#### 심급에 따른 분류
- 지방법원(地方法院, 영어: District court, Regional court) : 제1심(first instance) 사건을 관할하는 법원을 뜻한다. 산하에 동급의 지원(支院) 또는 간이한 약식사건만을 관할하는 간이재판소(簡易裁判所, Summary court) 등을 두기도 한다.
- 고등법원(高等法院, 영어: High court) : 항소심(appeal, appellate) 또는 제2심(second instance) 사건을 관할하는 법원을 뜻한다. 미국 연방 항소법원과 같이 항소법원(抗訴法院, Court of appeal)이라는 표현을 사용하기도 한다.
- 최고법원(最高法院), 대법원(大法院, 영어: Highest court, Supreme court) : 상고심·최종심(final appeal, final appellate) 또는 제3심(third instance) 사건을 관할하는 법원을 뜻한다[7].

### 개별 국가에 속하지 않는 법원

#### 국제법을 전제로 하는 경우
- 상설중재법원(Permanent Court of Arbitration, PCA) : 만국평화회의에 의해 설치된 법원이다. 국제중재 사건을 다룬다.
- 국제사법재판소(International Court of Justice, ICJ) : 유엔헌장에 의해 설치된 법원이다. 국가간 분쟁에 관한 국제법 사건을 다룬다.
- 국제형사재판소(International Court of Criminal justice, ICC) : 국제형사재판소에 관한 로마 규정에 의해 설치된 법원이다. 전쟁범죄 등 사건에 대한 범죄자의 형사책임을 다룬다.
- 국제해양법법원(International Tribunal for the Law of the Sea, ITLOS) : 해양법에 관한 유엔 협약에 의해 설치된 법원이다. 해양법 사건을 다룬다.

#### 유럽의 조약들을 전제로 하는 경우
- 유럽연합법원(Court of Justice of the European Union, CJEU) : 유럽 연합의 조약에 근거하여 설치된 법원이다. 유럽연합재판소라고도 하며, 유럽사법재판소와 유럽일반법원으로 구성되어 있다.
  - 유럽사법재판소(European Court of Justice, ECJ) : 유럽 연합법에 관한 사건 및 유럽일반법원의 일부 판결에 대한 항소심을 관할한다.
  - 유럽일반법원(European General Court, EGC) : 유럽연합 내의 경쟁법, 상표법 등에 관한 분쟁을 제1심으로 관할한다.
- 유럽인권법원(European Court of Human Rights, ECHR) : 유럽인권조약에 근거하여 설치된 법원으로, 조약의 당사국이 인권조약에 위배된 행동을 했는지 여부를 재판한다. 유럽인권재판소라는 명칭으로도 불린다.

#### 교회법을 전제로 하는 경우
- 교회재판소 : 각 그리스도교 교단의 교회법에 따른 법원을 의미한다.
- 교황청 3법원 : 로마 교황청에 설치된 내사원, 대심원, 공소원을 의미한다[8].

#### 기타
- 스포츠중재재판소 : 국제 올림픽 위원회에 의해 설치된 재판소이나, 항소심은 스위스 연방 대법원이 관할한다.
- 상설 법원이 아닌, 일시적으로 개최되는 재판 또는 법정 : 전범재판(뉘른베르크 국제군사재판, 극동국제군사재판), 모의 법정(러셀 법정)

## 구성원
법원을 구성하는 주체는 재판에 따라 판결을 내릴 수 있는 권한을 지닌 법관 또는 재판관이다. 그 밖의 인력들은 법관의 역할을 어떤 지위에서 어떻게 보조하는지에 따라 분류된다.

### 법관
- 법관 또는 재판관(Judge, Justice)은 분쟁에 대해 법을 해석, 적용하여 재판을 하고 판결을 내리는 주체다. 그러나 법관이 아니면서 재판이나 판결에 직접 관여하는 지위도 있으므로 유사한 표현들에 주의할 필요가 있다.
  - 배심제(陪審制, Jury) : 배심제는 변호사의 자격이 없는 일반인을 '배심원'으로 임명하여 재판 과정에는 참여시키되, 판결에는 참여시키지 않는 제도를 의미한다. 대한민국은 국민참여재판제도라는 명칭의 배심원 제도를 형사재판에 한하여 제한적으로 운용하고 있다.
  - 참심제(參審制, Lay judge) : 참심제는 변호사의 자격이 없는 일반인을 단기간 동안 '법관'으로 임명하여 재판 과정과 최종적인 판결 모두에 참여시키는 제도를 의미한다. 비직업판사라는 표현으로도 부르며, 예시로 독일의 참심원(Laienrichter, Schöffen) 제도가 있다[9]. 대한민국은 헌법상 법관에 의한 재판을 받을 권리에 대한 침해를 우려하여 참심제에 해당하는 제도를 두지 않고 있다.
  - 사법담당관(司法擔當官, 독일어: Rechtspfleger) : 사법담당관, 사법보좌관 또는 간이판사는 법원직원 중 숙련된 일부를 선발하여 비송의 성질을 지니는 사건만을 법관처럼 처리하는 직위를 의미한다. 독일의 Rechtspfleger 제도가 대표적이며, 이를 계수하여 대한민국은 '사법보좌관(司法補佐官, Judicial Assistant Officer)'이라는 제도를 두고 있다[10].
  - 사법관(司法官, 프랑스어: Magistrats) : 사법관은 대륙법계 국가에서 법관과 검사를 모두 사법부의 구성원으로 여기는 전통에서 유래한 호칭이다. 프랑스, 이탈리아 등은 헌법의 명문규정상 사법부에 검사가 포함되며, 따라서 검사도 사법권을 행사하는 것으로 여기는 전통이 있다. 그러나 실제로 국제적, 비교법학적 차원에서 검사가 사법권을 행사한다고 보기는 어렵다는 견해가 지배적이다. 이에 관하여는 사법관 문서를 참조하라.

### 재판연구원
- 재판연구원(裁判硏究員, Law clerk)은 법관이 사건을 처리(심리)하는 과정에 법관의 보좌인력으로서 참여하는 직위를 의미한다. 통상적으로 변호사의 자격이 있는 자들이 임명되는 법률가 직군에 속한다. 그러나 이들은 법관이 아니고 법관의 보좌인력에 불과하므로, 재판을 지휘할 수 없고 최종적인 판결에도 참여할 수 없다.

### 법원직원
- 법원직원(法院職員) 또는 법원공무원(法院公務員, Court official, Court clerk, Legal clerk)은 법관이 사건을 처리(심리)하는 과정을 제외한 다른 부수적 사무업무(예를 들어 속기, 집행 등)에 보조인력으로 참여하는 직위를 의미한다. 통상적으로 어느 정도의 전문적인 법학교육을 받았으나 변호사의 자격이 없는 사람들이 임명되는 패러리걸(paralegal) 직군의 일종에 속한다. 위에서 살펴본 사법담당관, 사법보좌관 제도는 법원직원 중 비송사건에 익숙해진 전문인력에게 법관의 감독아래 제한적으로나마 자체적인 결정권을 주는 제도라고 할 수 있다.

## 같이 보기
- 법
- 국제법
- 종교법
- 재판
- 판결
- 법관
- 사법관
- 재판연구원
- 사법부